# Соломонова Острва на Светском првенству у атлетици на отвореном 2013.
Соломонска Острва су учествовала на Светском првенству у атлетици на отвореном 2013. одржаном у Москви од 10. до 18. августа једанаести пут. Репрезентацију Соломонских Острва представљала је једна атлетичарка која се такмичила у трци на 100 метара.,.
На овом првенству Соломонска Острва нису освојила ниједну медаљу, али је Pauline Kwalea постигла свој најбољи рекорд сезоне.

## Резултати

### Жене
| Атлетичарка    | Дисциплина | Лични рекорд | Квалификације | Квалификације | Полуфинале            | Полуфинале            | Финале                | Финале       | Детаљи                                      |
| Атлетичарка    | Дисциплина | Лични рекорд | Резултат      | Место         | Резултат              | Место                 | Резултат              | Место        | Детаљи                                      |
| -------------- | ---------- | ------------ | ------------- | ------------- | --------------------- | --------------------- | --------------------- | ------------ | ------------------------------------------- |
| Pauline Kwalea | 100 м      | 12,90        | 13,53 ЛРС     | 8. у гр 1     | Није се квалификовала | Није се квалификовала | Није се квалификовала | 45 / 45 (46) | Архивирано на веб-сајту (9. септембар 2013) |